# ただ君だけ
『ただ君だけ』（ただきみだけ、原題：오직 그대만、英題：Always）は、2011年公開の韓国映画。チャップリンの名作『街の灯』をモチーフにしたラブストーリー。
過去の過ちを抱えながら生きる元ボクサーをソ・ジソプが、視力を失いながらも健気に生きる女性をハン・ヒョジュが演じた。

## ストーリー
チョルミン（ソ・ジソプ）はかつては輝かしい戦歴を誇ったボクサーだったが、今はミネラルウォーターの配達や駐車場の料金所で働いている。ある日、目の見えないジョンファ（ハン・ヒョジュ）と料金所で知り合って親しくなり、ボクサーを辞めた後は借金の取り立てをしており、刑務所にも服役していた過去を告白する。ジョンファとの未来を考えボクサーに復帰しようとするチョルミンだったが、ジョンファの両親の墓参りに同行した際にジョンファの過去と思いがけない接点を持つことを知ってしまう。

## キャスト
- チョルミン：ソ・ジソプ
- ジョンファ：ハン・ヒョジュ
- チェ館長：カン・シニル
- チェ室長：チョ・ソンハ
- 工房社長：チング
- パンコーチ：パク・チョルミン

## リメイク（トルコ版）
『Sadece Sen』（日本語題名：「オンリー・ユー 光を求めて」）の題名で、2014年トルコでリメイク版映画が制作された。

## リメイク（日本版）
『きみの瞳が問いかけている』（きみのめがといかけている、英題：Your eyes tell）のタイトルでリメイクされ、2020年10月23日に公開。監督は三木孝浩、主演は吉高由里子と横浜流星。公開初日に第25回釜山国際映画祭でも特別上映作品として出品された。
キャッチコピーは「輝く未来を見てほしい　そこに　俺はいなくても」。
横浜は役作りのため、撮影前2カ月にわたりキックボクシングのプロに特訓を受け、1か月かけて筋トレで10キロほど体重を増やして撮影に臨んだ。また、キックボクサーの小笠原瑛作、小笠原裕典、栗秋祥梧、炎出丸、与座優貴も出演し、横浜の対戦相手を担当した。
公開記念舞台挨拶は横浜の提案により、全国225館のスクリーンへ中継された。
2020年11月6日より副音声上映開始。
2021年4月2日にBlu-ray＆DVDリリース。

### キャスト（日本版）
- 柏木明香里：吉高由里子
- アントニオ篠崎塁：横浜流星
- 原田陣：やべきょうすけ[11]
- 大内：田山涼成[11]
- 尾崎隆文：野間口徹
- 坂本晋：岡田義徳
- 久慈充：奥野瑛太
- 金井：般若
- 津ノ森恵子：坂ノ上茜
- 麻衣子：森矢カンナ（友情出演）
- 佐久間恭介：町田啓太[11]
- 大浦美恵子：風吹ジュン[11]

### スタッフ（日本版）
- 原案：映画『ただ君だけ』 (Based on "Always")
- 監督：三木孝浩
- 脚本：登米裕一
- 音楽：mio-sotido
- 主題歌：BTS「Your eyes tell」[4]
- 製作総指揮：依田巽
- エグゼクティブ・プロデューサー：小竹里美、納富聡、渡辺章仁
- プロデューサー：松下剛、宇田充、鈴木嘉弘
- アソシエイト・プロデューサー：増山紘美、荒井敬太、長尾絵理、松岡周作
- 宣伝プロデューサー：中山佳波、竹本誠吾
- ラインプロデューサー：樋口慎祐
- 撮影：小宮山充
- 照明：加藤あやこ
- 録音：石寺健一
- 美術：花谷秀文
- 装飾：中村三五
- 編集：柳沢竜也
- VFXスーパーバイザー：鎌田康介
- スタイリスト：望月恵
- ヘアメイク：増田加奈
- スタントコーディネーター：富田稔
- 格闘技指導：山口元気
- キャスティング：原谷亜希子
- スクリプター：古保美友紀
- 助監督：佃謙介
- 制作担当：田辺正樹
- 制作プロダクション：ドラコンフライエンタテインメント、はちのじ
- 企画協力：アミューズ
- 製作幹事・配給：ギャガ
- 製作：「きみの瞳が問いかけている」製作委員会（ギャガ、アミューズ、ローソンエンタテインメント）

### 小説・サウンドトラック
- 映画ノベライズ きみの瞳が問いかけている（2020年9月4日）[12]
  - 宝島社文庫、著：沢木まひろ、脚本：登米裕一、ISBN 9784299008091

- 小説 映画 きみの瞳が問いかけている（2020年10月5日）[13]
  - 講談社KK文庫、著：時海結以、脚本：登米裕一、ISBN 9784065210512

- オリジナル・サウンドトラック（2020年10月7日）[14]
  - Rambling RECORDS、アーティスト：mio-sotido、品番 RBCP-3379

### Blu-ray・DVD
- コレクターズ・エディション Blu-ray / DVD (GABS-2283 / GADS-2284)
  - 本編：吉高由里子×横浜流星×三木孝浩監督オーディオ・コメンタリー付き ※劇場公開時、副音声として上映したもの
  - アウターケース、ポストカード3枚
  - 特典DVD：メイキング、完成報告イベント、先行上映記念舞台挨拶、公開記念舞台挨拶、大ヒット御礼舞台挨拶、アンコール舞台挨拶、公開記念特番（トーク部分）[15]、相互自撮りインタビュー

- GAGA ONLINE STORE初回生産限定 プレミアム・エディション Blu-ray / DVD[16]
  - コレクターズ・エディションと同じ内容
  - GAGA ONLINE STORE限定特典：名シーンを切り取った 特製ブックレット、台本、B2ポスター

- スタンダード・エディション DVD (GADS-2285)
  - 本編：吉高由里子×横浜流星×三木孝浩監督オーディオ・コメンタリー付き ※劇場公開時、副音声として上映したものを収録

### イベント
- 2020年9月15日 - 完成報告イベント オンライン（LINE LIVE配信）[17]
- 2020年10月8日 - きみのめ特別授業 in 青山祭「人が人を想うとは」（青山学院大学）[18]
- 2020年10月15日 - 舞台付き特別先行上映会（TOHOシネマズ 六本木ヒルズ）[19][20]
- 2020年10月23日 - 第25回釜山国際映画祭 中継リモートQ＆A [5]
- 2020年10月24日 - 
  - 公開記念舞台挨拶（TOHOシネマズ 六本木ヒルズ）＆全国225館同時生中継 [21][22]
  - インスタライブ（ryuseiyokohama_officialで配信） [23]
- 2020年11月5日 - 
  - 大ヒット御礼舞台挨拶（新宿バルト9）＆全国129館同時生中継 [24][25]
  - 「きみのめ」を語る会＠オンライン（ZOOM） [26]
- 2020年11月20日 - 三木孝浩監督Q＆Aトークイベント付上映（新宿バルト9）[27]
- 2020年12月3日 - アンコール舞台挨拶（TOHOシネマズ 六本木ヒルズ）＆全国生中継 [28][29]
- 2020年12月15日 - 三木孝浩監督Q＆Aトークイベント付上映第二弾（新宿バルト9）[30]

### 評価
キネマ旬報社が運営するKINENOTEの「キネ旬Review」では、映画評論家の北川れい子は「今どき、ここまでベタな偶然と運命で進行するメロドラマが作られたことに、逆にカンシンする」と低評価をつけ、ライターの佐野亨は画面構成や映像の余韻を褒めるも「どこまでも愚直で類型的なため、画面に傾注しすぎるとかえって細部の空疎さが目立ってしまう」と評し、映画評論家の福間健二は「天使性ありの吉高由里子に、静と動の振幅に地力を感じさせる横浜流星。すてがたい魅力はある」と俳優陣の好演を評価した。